# 核心抗原
核心抗原指位在細菌、病毒等顆粒內部之抗原，它必須在顆粒被人體細胞分解後才顯露、而後被相對應之免疫細胞辨識，暨而啟動免疫機制。